# 一闡提
一闡提（いっせんだい、梵: Icchantika、蔵: 'dod chen pa、log sred can）仏法を信じることなく誹謗する者で、成仏する因縁を持たない者をいう。信不具足、断善根、極欲などと訳す。

## 概説
仏教上における非道者を指す言葉で、成仏が不可能な者とされる。
サンスクリットの語義については諸説ある。
『大乗涅槃経』一切大衆所問品において、釈迦が自らの最後の供養者となった純陀に対して以下のように一闡提を説明している。
「もし僧侶や信徒が教えを誹謗中傷しながら悔いることなく、心に懺悔を持たず、四重禁を犯し五逆罪を作ってもこれを全く恐れず、嘘ばかり吐いて周囲を惑わし、悪に染まった心を立て替えず、仏法を信じないばかりかこれを公然と言うものを一闡提という」

## 闡提成仏
このように、『大乗涅槃経』の前半部では一闡提は成仏しない者とされるが、「『大乗涅槃経』後半部になって一闡提でも仏性は有るので成仏できる可能性はあり、その救済の可能性を最終的に説いている。」
竺道生は、いまだ法顕訳の『泥洹経』（『涅槃経』の前半部）しか伝わっていなかった頃、そこに説かれていた「一切衆生悉有仏性」（一切の生きとし生けるものはことごとく仏と成ることができる性質がある）という経文にインスパイアされ、一闡提の成仏を先んじて説いたが、他の学僧から認められず排斥され蘇州の虎丘寺に流された。そこで道生は、山川の石に向かって闡提成仏の義を唱えるや石が首肯（くびをうなずいて）し、飛び上がって喜んだという伝説がある。しかして後に曇無讖訳の『北本涅槃経』（後半部）が伝えられるや、そこに闡提の成仏が説かれていたことから、道生の先見の明に学僧衆が皆感嘆したといわれる。

## 大悲闡提
上記のように、本来は闡提を「仏法を公然と否定し、かつ破廉恥な行為を改めない者」とするが、闡提が単に「成仏しない者」を指す意味もあることから、『楞伽経』などでは「闡提」と「大悲闡提」の二種類に分ける。地蔵菩薩や十一面観音のように、「一切のかよわき命総てを救うまではこの身、菩薩界に戻らじ」という誓願を立て、人間界へ下りた一部の菩薩について、「一斉衆生を救うため、自ら成仏を取り止めてあえて闡提の道を取った仏」として、一般の闡提と区別して大慈大悲闡提（または大悲闡提）と呼称する。